# Kenneth Gilbert

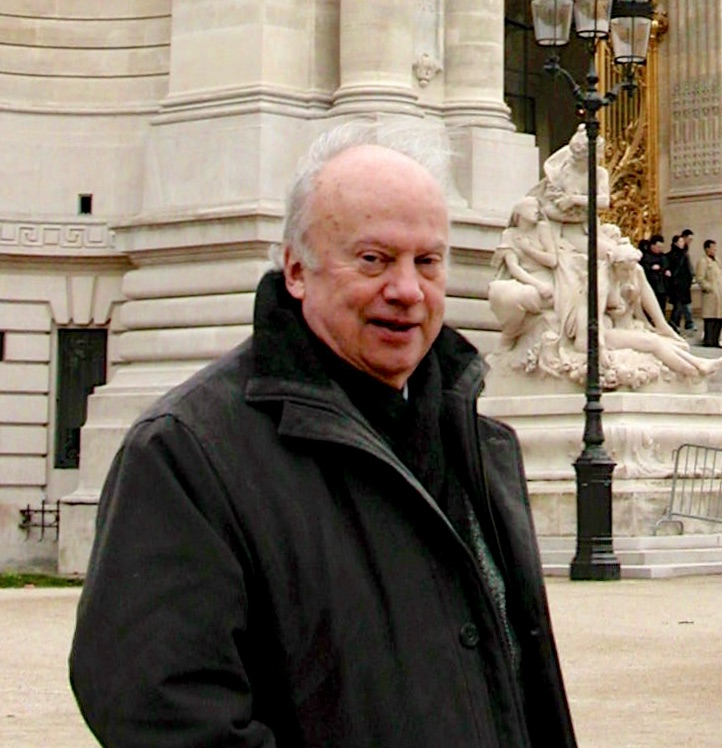
Kenneth Gilbert, 2006

Kenneth Gilbert (* 16. Dezember 1931 in Montreal; † 16. April 2020) war ein kanadischer Cembalist.

## Leben
Kenneth Gilbert studierte am Konservatorium in Montreal und Paris bei Gaston Litaize, Ruggero Gerlin und Nadia Boulanger. Vier Jahre lang wirkte er an der italienischen Accademia Musicale Chigiana in Siena. 1957 wurde er in Montreal zum Professor für Cembalo ernannt. 1969 unterrichtete er an der Laval-Universität in Québec, ab 1971 auch am Königlichen Konservatorium in Antwerpen. 1973 wurde Gilbert Nachfolger von Gustav Leonhardt an der Sommerakademie von Haarlem (NL). Ab 1981 unterrichtete er an der Hochschule für Musik Stuttgart, wo unter anderem Christoph Bossert, Siegbert Rampe und Martin Strohhäcker seine Schüler waren. Er leitete die Abteilung für Alte Musik am Straßburger Konservatorium.
Ab 1989 war Kenneth Gilbert ordentlicher Universitätsprofessor für Cembalo am Salzburger Mozarteum. Er war zudem Leiter des Cembalo-Seminars der Accademia Musicale Chigiana in Siena und der Fondazione Cini in Venedig. Er nahm Gastprofessuren an der Royal Academy of Music und dem Royal College of Music in London wahr.
Gilbert widmete sich überwiegend der historischen Aufführungspraxis und wurde als Interpret französischer Komponisten gerühmt. Gilbert musizierte auf historischen Instrumenten. Zum 300. Geburtstag von François Couperin spielte er dessen Gesamtwerk ein und bearbeitete eine entsprechende Neuausgabe des Komponisten (1969). 1971–1984 erschien die von ihm herausgegebene erste kritische Gesamtausgabe der Sonaten von Domenico Scarlatti in der Reihe Le Pupitre beim Pariser Verlag Heugel.

## Auszeichnungen (Auswahl)
- Ehrendoktorwürde für Musik von der McGill University in Montreal
- Ehrenmitglied der Royal Academy of Music (London)
- Mitglied der Royal Society of Canada
- Österreichisches Ehrenkreuz für Wissenschaft und Kunst I. Klasse (1999)